# Musique touvaine

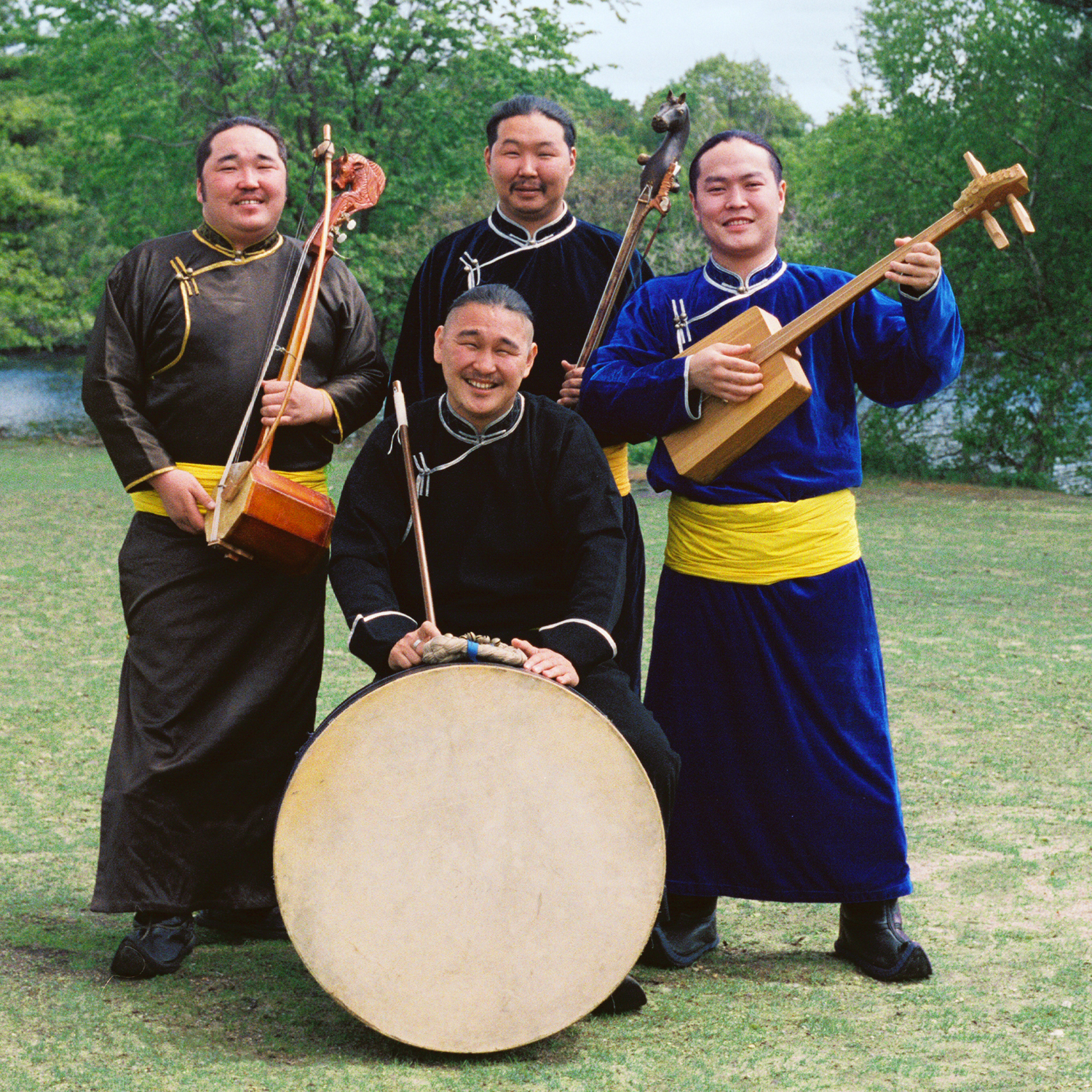
Musiciens touvains

La musique touvaine est une musique pratiquée par les Touvains, principalement de la République de Touva, peuple mongol turcophone d'Asie centrale. La musique traditionnelle touvaine est chamanique, et utilise des instruments comme l'igil, vièle à tête de cheval à petite caisse de résonance, différentes formes de tambour et des techniques vocales comme le khöömei, techniques vocales probablement originaires de l'Altaï et typiques du tengrisme, chamanisme d'Asie centrale.

## Chansons classiques touvaines
- Kongurei (Хоңгурай), parlant de la nostalgie de la terre de Kongurei.
- Ödügen taïga (Өдүген тайга)
- Öske Cherde (Dans une terre étrangère)

## Instruments de musique touvains
- Byzaanchy
- Guimbarde
- Igil

Le Khömei est une forme de chant très utilisé dans la musique folklorique touvaine, et fait donc parti de l'ensemble sonore de ses musiques.

## Musiciens contemporains
La musique touvaine a influencé Paul Pena, un bluesman d'origine capverdienne, ayant grandi aux États-Unis, influencé et connaisseur de la musique de Touva.
Kaigal-ool Khovalyg et Albert Kuvezin (touvain : Альберт Кувезин), pratiquant tous deux des techniques de khöömei, forment le groupe Huun-Huur-Tu, qui fait des tournées internationales et fait ainsi découvrir la musique traditionnelle et le khöömei. Kaigal-ool Khovalyg mêle également ses techniques et sensibilité de la musique touvaine dans des formations de musique du monde multi-ethnique, comme avec le Valkov Trio, comprenant le russe Vladimir Alexandrovitch Volkov (ru), et le groupe ethno-jazz multiculturel Vershki Da Koreshki, avec entre autres, le Sénégalais Mola Sylla, devenu depuis VeDaKi.
Albert Kuvezin quitte rapidement le groupe Huun-Huur-Tur pour former le groupe Yat-Kha, mêlant musique traditionnelle touvaine et instruments électriques (guitare basse) aux influences rock, punk rock (Yenisei Punk, 1995), heavy metal (reprises sur l'album ReCovers, 2005, de Black Magic Women de Carlos Santana, Love Will Tear Us Apart de Joy Division, Orgasmatron de Motörhead, When the Levee Breaks des Led Zeppelin, Les Rolling Stones), reggae (reprise de Bob Marley) ou de variété française (Toccata de Paul Mauriat) ou russe (Песня о жирафе, « Une chanson à propos d'une girafe ») de Vladimir Vyssotski (ou Vladimir Vysotskiy).
Le groupe Tyva Kyzy est composé de femmes, c'est le seul groupe composé de femmes à interpréter tous les styles de khöömei touvains.

### Liste de groupes et musiciens
- Ai-Herel (touvain : Ай-Херел ;
- Ensemble Alash (touvain : Ансамбль Алаш) ;
- Altai Kai (touvain : Алтай Кай) ;
- Tchirgiltchin (ru) (touvain : Чиргилчин) ;
- Khartyga (tyv) (touvain : Хартыга) ;
- Huun-Huur-Tu (touvain : Хүн Хүртү, Khün Khürtü) ;
- Kaigal-ool Khovalyg (touvain : Кайгал-оол Ховалыг) ;
- Albert Kuvezin (touvain : Альберт Кувезин) ;
- Saidash Mongush (en) (touvain : Сайдаш Монгуш) ;
- Sainkho Namtchylak (touvain : Сайын-Хөө Намчылак, Saiyn-Khöö Namchylak) ;
- Kongar-ool Ondar (touvain : Коңгар-оол Борис оглу Ондар) ;
- Paul Pena (touvain : Пол „Чер Шимчээшкини“ Пена, littéralement Pol « Tremblement de terre » Pena) est un bluesman des États-Unis d'Amérique d'origine capverdienne, et ayant mêlé musique touvaine et blues ;
- Radik Tülüsh (tyv) (Радик Түлүш)
- Tyva (musique) (tyv) (touvain : Тыва) ;
- Tyva Kyzy (touvain : Тыва кызы) ;
- Yat-Kha (touvain : Ят-Ха).